# Euhampsonia
Euhampsonia is een geslacht van vlinders van de familie tandvlinders (Notodontidae).

## Soorten
- E. cristata (Butler, 1877)
- E. gigantea Druce, 1909
- E. niveiceps Walker, 1865
- E. sinjaevi Schintlmeister, 1997